# 朱诗亮
朱诗亮，华南师范大学物理与电信工程学院院长、教授，主要从事量子物理及其应用到超冷原子和量子信息方面的研究工作。入选中华人民共和国教育部2008年度"长江学者"特聘教授。曾获得中国国家自然科学奖二等奖。